# Cantone di Notre-Dame-de-Gravenchon
Il Cantone di Notre-Dame-de-Gravenchon è una divisione amministrativa degli arrondissement di Arrondissement di Le Havre e di Rouen.
È stato istituito a seguito della riforma dei cantoni del 2014, che è entrata in vigore con le elezioni dipartimentali del 2015.

## Composizione
Comprende i comuni di:
- Anquetierville
- Auberville-la-Campagne
- Bolleville
- Caudebec-en-Caux
- La Frénaye
- Grand-Camp
- Heurteauville
- Lintot
- Louvetot
- La Mailleraye-sur-Seine
- Maulévrier-Sainte-Gertrude
- Norville
- Notre-Dame-de-Bliquetuit
- Notre-Dame-de-Gravenchon
- Petiville
- Saint-Arnoult
- Saint-Aubin-de-Crétot
- Saint-Gilles-de-Crétot
- Saint-Maurice-d'Ételan
- Saint-Nicolas-de-Bliquetuit
- Saint-Nicolas-de-la-Haie
- Saint-Wandrille-Rançon
- Touffreville-la-Cable
- Triquerville
- Trouville
- Vatteville-la-Rue
- Villequier